# Tempel van Romulus
De Tempel van Romulus (Latijn: templum divi Romuli) is een Romeinse tempel bij het Forum Romanum in Rome, die onderdeel is van de kerk Santi Cosma e Damiano.

## Geschiedenis
De tempel is niet, zoals de naam doet vermoeden, opgedragen aan Romulus, de stichter van Rome, maar aan de zoon van keizer Maxentius die dezelfde naam droeg. Deze Valerius Romulus is op jeugdige leeftijd in 309 gestorven. Na zijn dood liet Maxentius hem vergoddelijken en werd een tempel gebouwd. Deze tempel staat afgebeeld op een aantal antieke munten en op grond van een gelijkenis met het gebouw aan de Via Sacra op het forum werd aangenomen dat dit de tempel ter ere van Romulus moet zijn geweest. De identificatie is echter onzeker, er zijn geen antieke bronnen die deze tempel op het forum vermelden en het op de munten afgebeelde gebouw kan ook het Mausoleum van Maxentius zijn, dat aan de Via Appia buiten de stadsmuur staat. Het kan een herbouw van de tempel voor de Penates, de Romeinse huisgoden, zijn geweest, waarvan bekend is dat die in de tijd van keizer Augustus op de Velia naast het forum stond. Een andere mogelijkheid is dat dit de Tempel van Jupiter was die ergens in deze buurt heeft gestaan.

### Kerk
In 527 liet Paus Felix III de tempel ombouwen tot voorportaal van de nieuwe kerk Santi Cosma e Damiano, gewijd aan Cosmas en Damianus. Deze kerk bestond verder uit een bibliotheek van het nog oudere Forum Pacis van keizer Vespasianus, waar de tempel tegenaan gebouwd was. Door de opname in de kerk is de Tempel van Romulus nooit afgebroken. De kerk is een titeldiaconie sinds 800. De huidige titulair kardinaal is Beniamino Stella.

## Het gebouw
De tempel is nu een van de best bewaarde Romeinse gebouwen op het Forum Romanum. Het is een achthoekig gebouw opgetrokken uit baksteen. Aan beide zijden waren twee apsis-achtige bijgebouwen waarvoor twee Korinthische zuilen stonden. Deze ruimten waren waarschijnlijk gewijd aan de Penates. De bijgebouwen zijn in de loop der eeuwen verdwenen, al zijn de zuilen van het rechter bijgebouw weer opgericht. De bronzen deuren zijn afkomstig uit een nog ouder gebouw uit de 2e eeuw en zijn voor de bouw van deze tempel hergebruikt en staan nog altijd op dezelfde plaats. De deuren worden geflankeerd door twee porfieren zuilen, afkomstig uit Egypte, die een travertijnen voet en een marmeren kapiteel hebben. Boven de ingang is een marmeren architraaf ingebouwd.

## Afbeeldingen

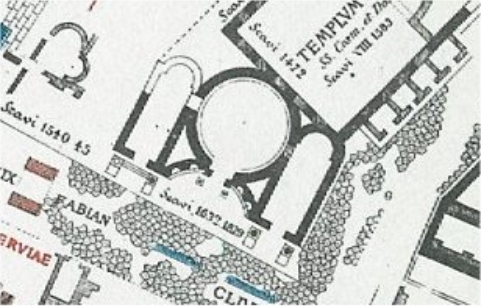
Grondplan van de Tempel van Romulus
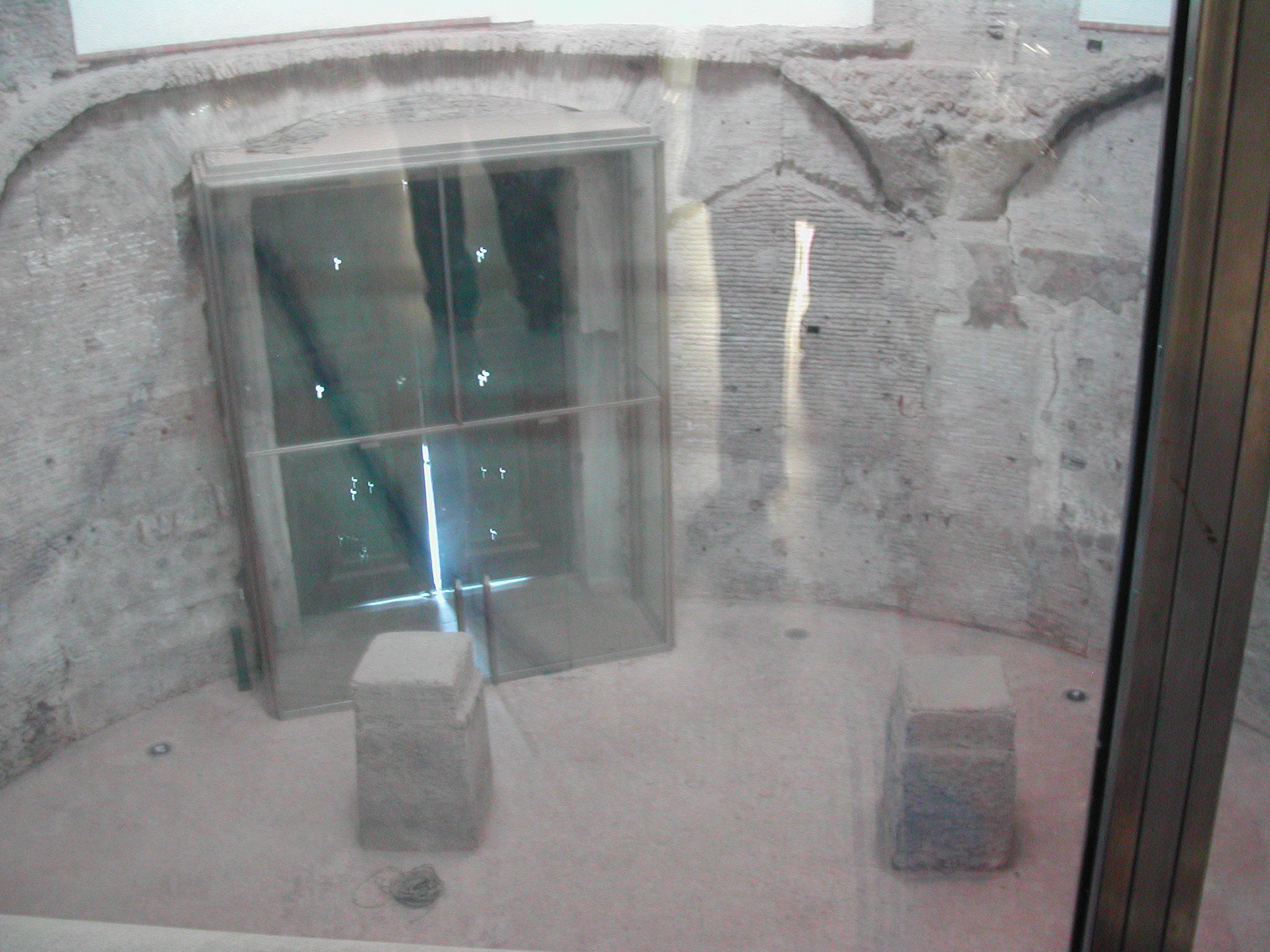
Binnenzijde van de Tempel van Romulus
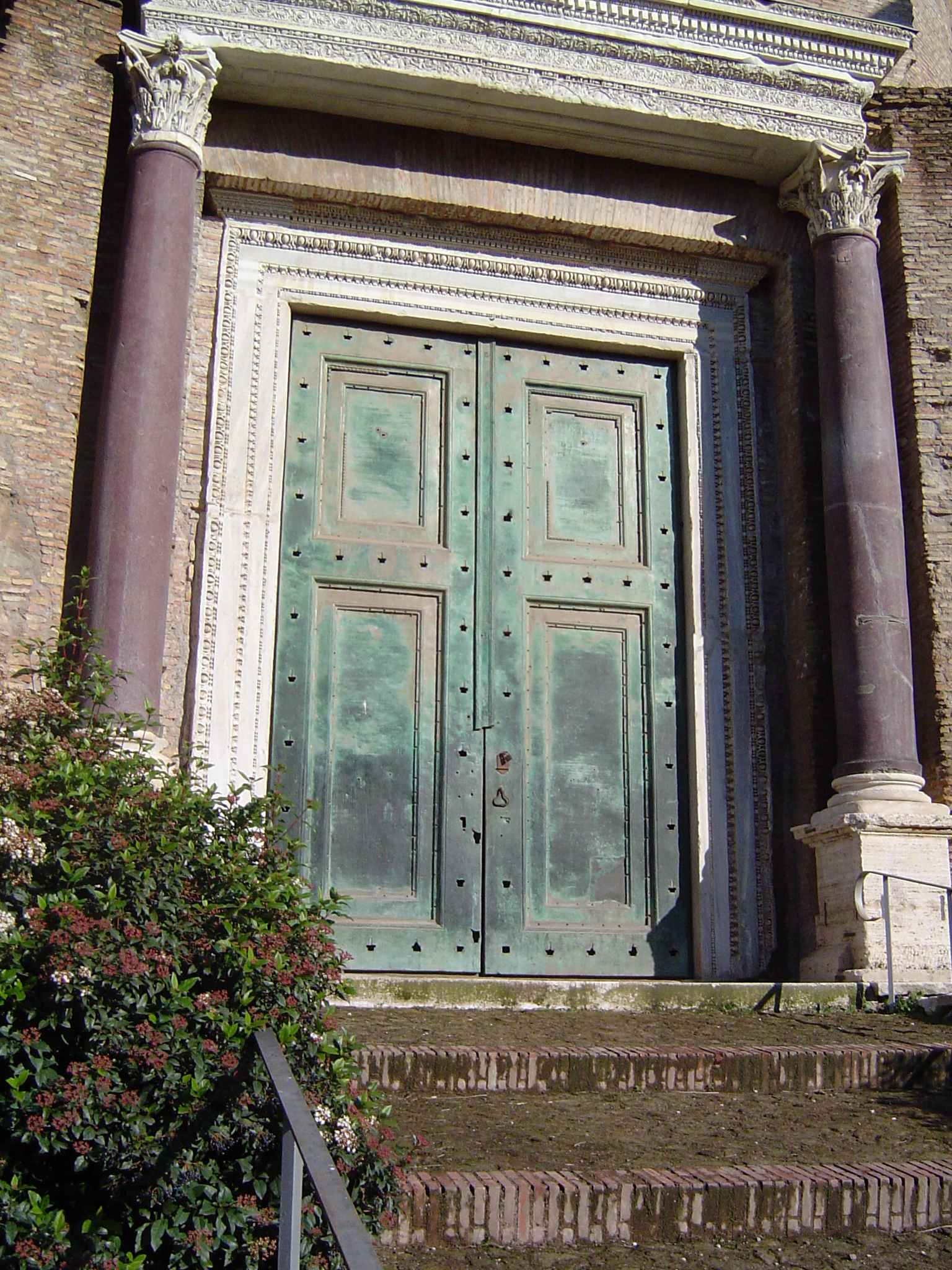
De antieke deuren van de Tempel
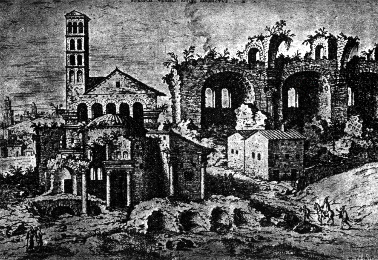
De tempel van Romulus op een tekening uit 1550